# San Diego Guerra
San Diego Guerra es una localidad del municipio de Dzemul, Estado de Yucatán, México.

## Clima
La región donde se localiza es cálida-semiseca con lluvias en verano. Tiene una temperatura media anual de 26,3 °C y una precipitación pluvial media anual de 1.200 milímetros. Los vientos dominantes provienen en dirección noroeste. Humedad relativa promedio anual: marzo 66% - diciembre 89%.

## Toponimia
El nombre (San Diego Guerra) hace referencia a Diego de Alcalá y Guerra es una apellido español.

## Demografía
Según el censo de 2005 realizado por el INEGI, la población de la localidad era de 84 habitantes, de los cuales 41 eran hombres y 43 eran mujeres.
| 54                          | 67 | 134 | 129 | 129 | 110 | 150 | 96 | 122 | 114 | 136 | 111 | 84 |
| (Fuente: INEGI [Consultar]) |    |     |     |     |     |     |    |     |     |     |     |    |

## Galería

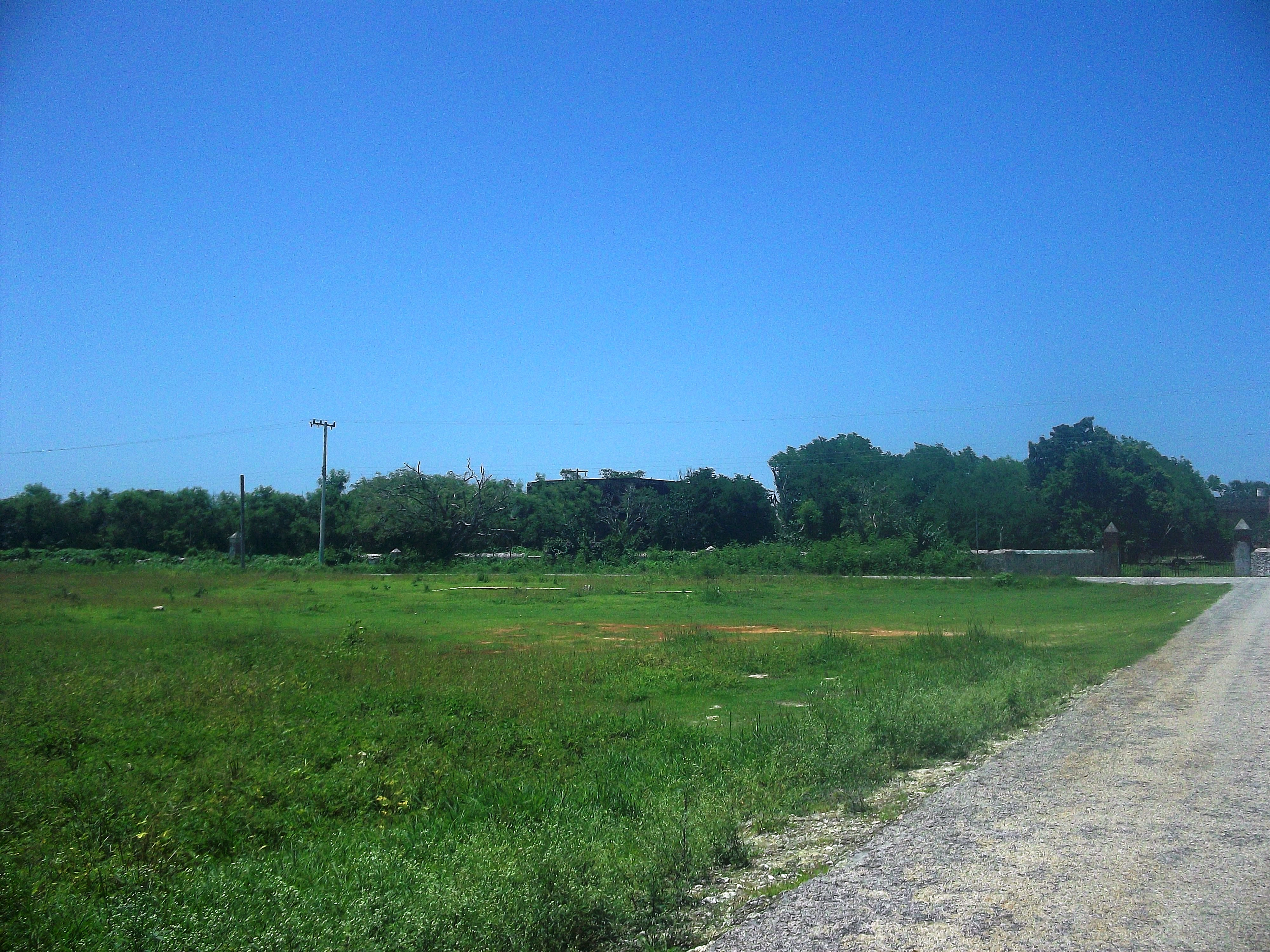
Parque principal de San Diego Guerra.
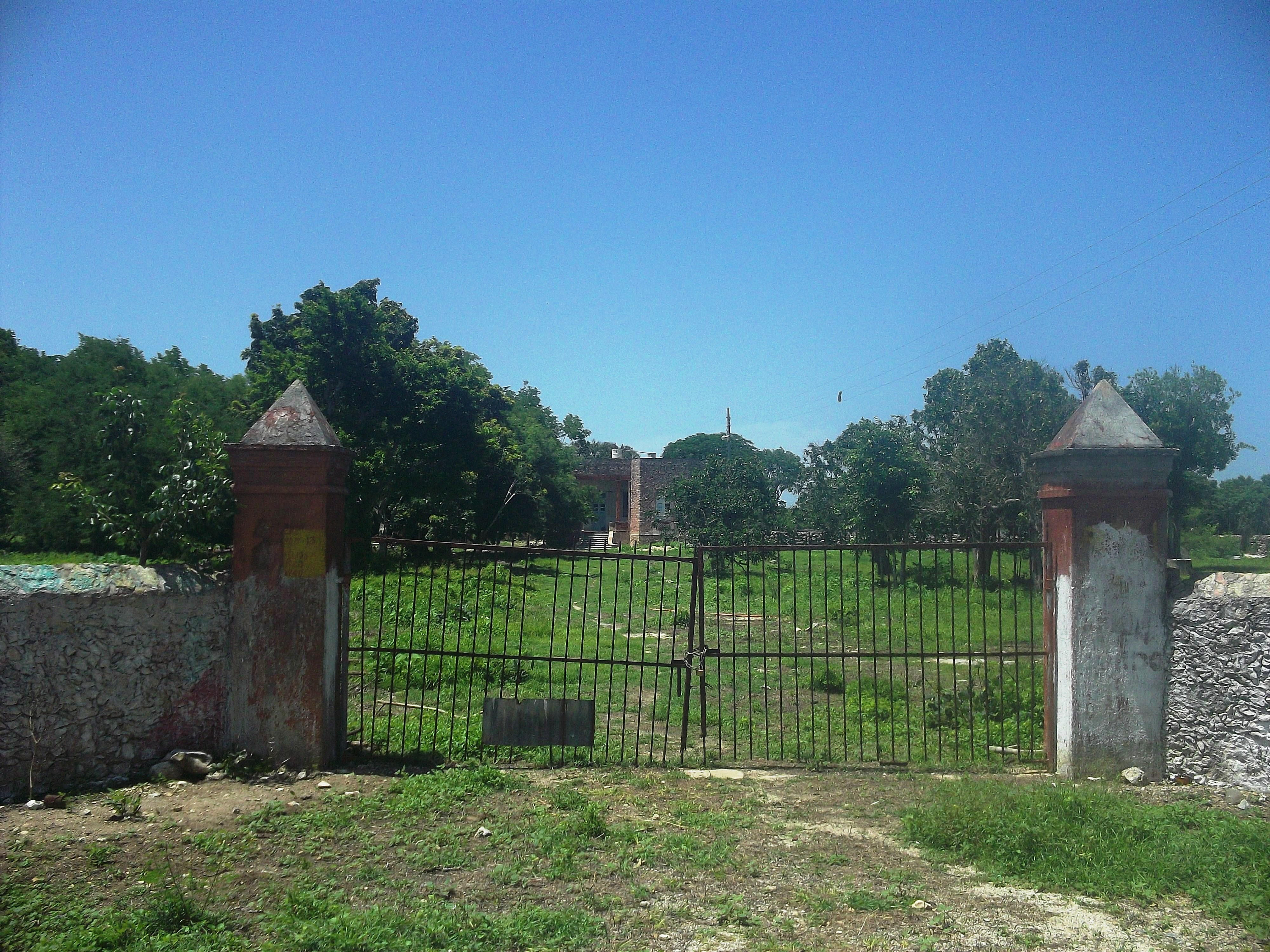
Entrada de San Diego Guerra.
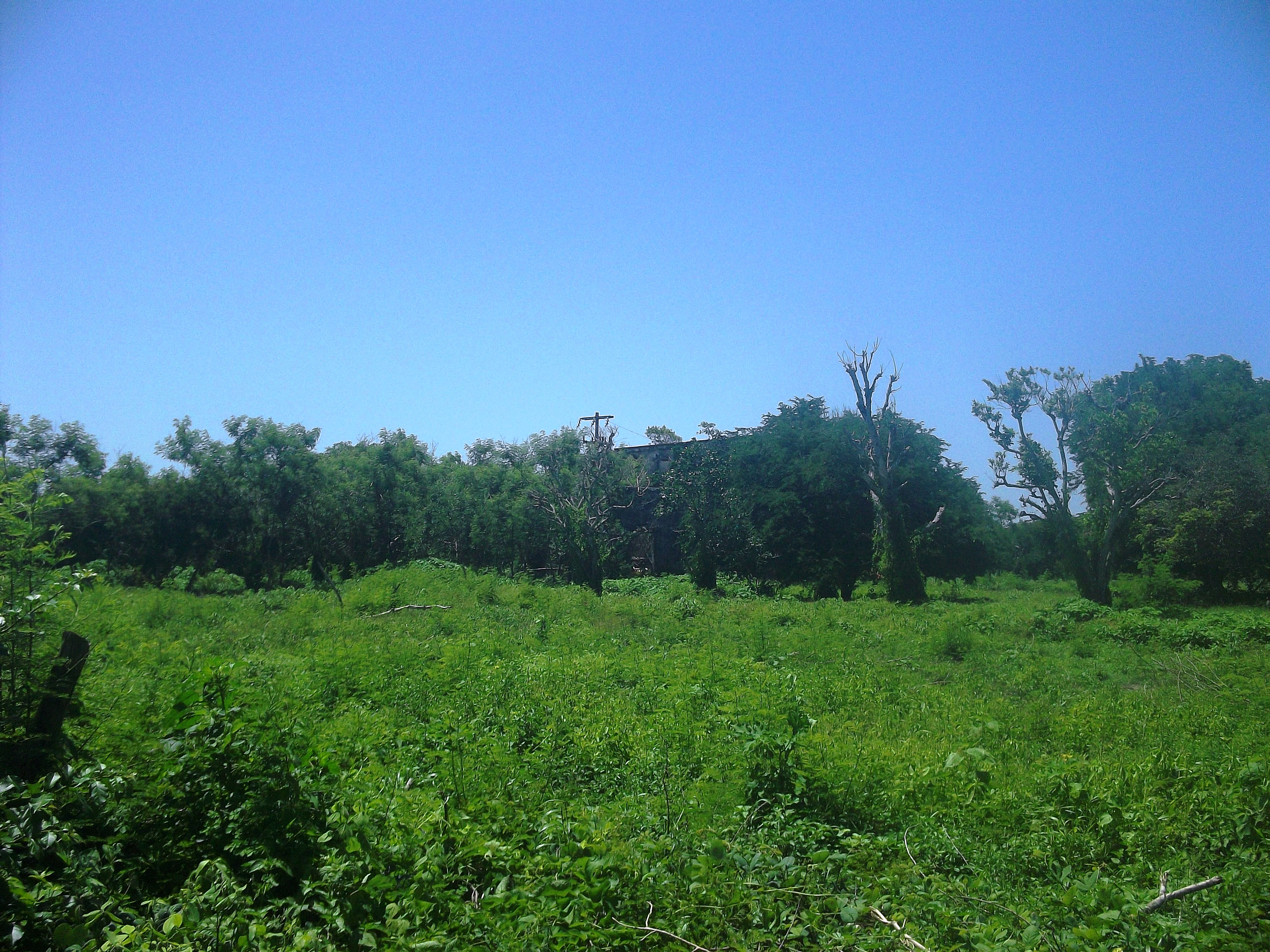
Hacienda de San Diego Guerra.
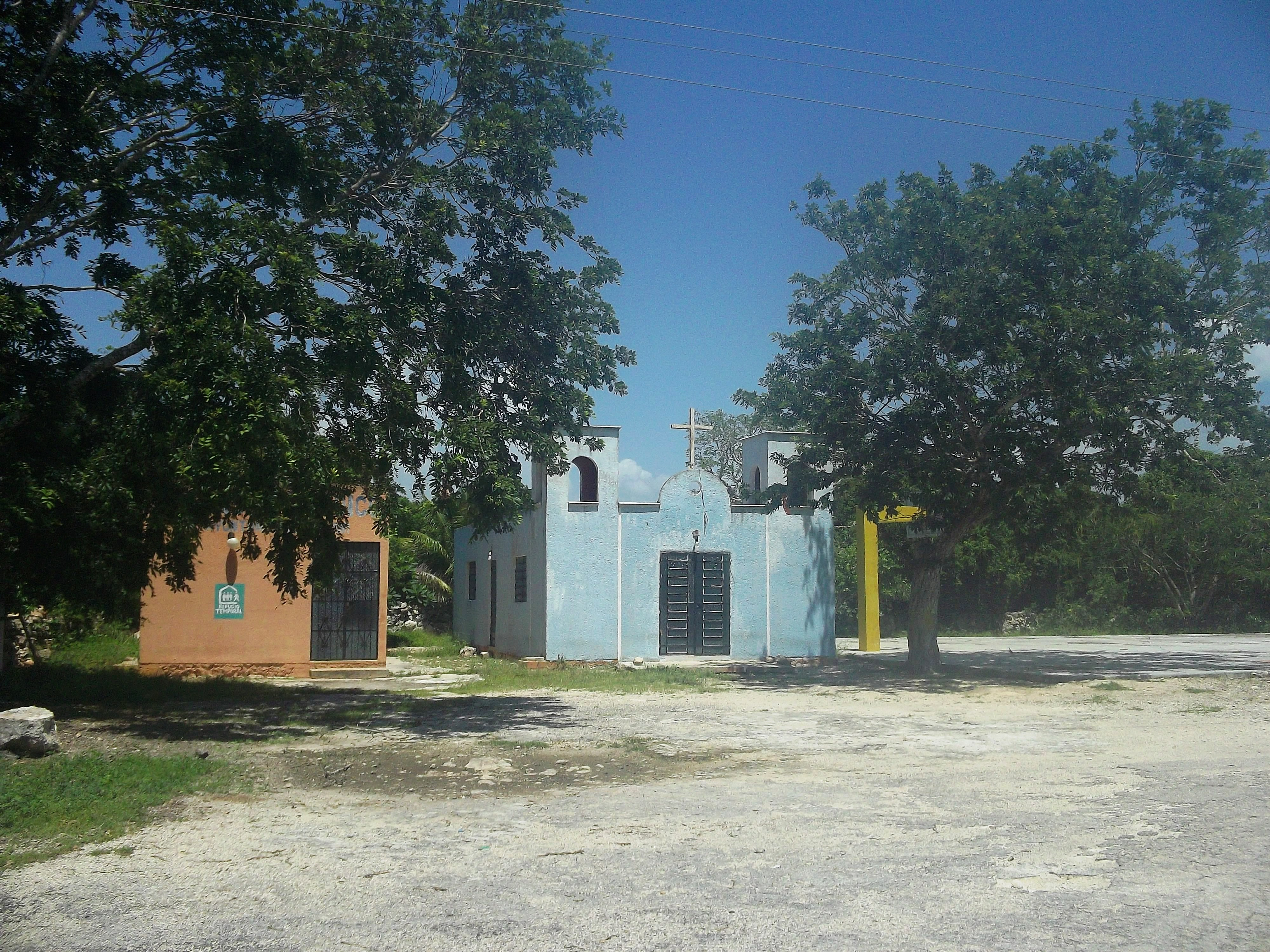
Iglesia principal de San Diego Guerra.